# Корк
Корк (ірл. Corcaigh, англ. Cork) — місто в Ірландії. Культурна столиця Європи 2005 року.

## Клімат
Місто розташоване в зоні, котра характеризується морським кліматом. Найтепліший місяць — липень, із середньою температурою 15.3 °C (59.5 °F). Найхолодніший місяць — січень, із середньою температурою 5.6 °С (42.1 °F).
| Клімат Корка            | Клімат Корка | Клімат Корка | Клімат Корка | Клімат Корка | Клімат Корка | Клімат Корка | Клімат Корка | Клімат Корка | Клімат Корка | Клімат Корка | Клімат Корка | Клімат Корка | Клімат Корка |
| Показник                | Січ.         | Лют.         | Бер.         | Квіт.        | Трав.        | Черв.        | Лип.         | Серп.        | Вер.         | Жовт.        | Лист.        | Груд.        | Рік          |
| Абсолютний максимум, °C | 16,1         | 14           | 15,7         | 21,2         | 23,6         | 27,5         | 28,7         | 28           | 24,7         | 21,4         | 16,2         | 13,8         | 28,7         |
| Середній максимум, °C   | 8,2          | 8,3          | 9,9          | 11,8         | 14,4         | 17           | 18,7         | 18,5         | 16,5         | 13,2         | 10,3         | 8,5          | 12,9         |
| Середня температура, °C | 5,6          | 5,7          | 6,9          | 8,4          | 10,9         | 13,5         | 15,3         | 15,2         | 13,3         | 10,5         | 7,8          | 6,1          | 9,9          |
| Середній мінімум, °C    | 3            | 3,1          | 4            | 4,9          | 7,4          | 10           | 11,8         | 11,8         | 10,2         | 7,7          | 5,2          | 3,7          | 6,9          |
| Абсолютний мінімум, °C  | −8           | −4,7         | −4,3         | −2,3         | −0,9         | 3,7          | 6,7          | 5,3          | 2,3          | −0,9         | −3,3         | −7,2         | −8           |
| Норма опадів, мм        | 120          | 90           | 80           | 60           | 60           | 60           | 60           | 80           | 80           | 100          | 110          | 120          | 1080         |
| Днів з опадами          | 25           | 22           | 23           | 21           | 19           | 20           | 22           | 21           | 20           | 24           | 24           | 24           | 265          |
| Днів з дощем            | 20           | 17           | 19           | 16           | 15           | 14           | 15           | 15           | 16           | 19           | 19           | 19           | 204          |
| Днів зі снігом          | 3,1          | 3,1          | 2            | 0,7          | 0            | 0            | 0            | 0            | 0            | 0            | 0,3          | 2,2          | 11,3         |
| Вологість повітря, %    | 90           | 90           | 90           | 85           | 85           | 85           | 85           | 85           | 90           | 90           | 90           | 90           | 87.9         |
| ----------------------- | ------------ | ------------ | ------------ | ------------ | ------------ | ------------ | ------------ | ------------ | ------------ | ------------ | ------------ | ------------ | ------------ |
| Джерело: Weatherbase    |              |              |              |              |              |              |              |              |              |              |              |              |              |

## Історія
Поселення на території сучасного Корка існують із VI століття. Хоча можливе й раніше проживання тут людей. Проте постійні поселення з'явилися на цій території приблизно у ХІІ столітті, з приходом вікінгів, що заснували тут торгову общину.
1185 року англійський король Джон Лекленд ухвалив хартію Корка.

## Наука і освіта
- Ірландський національний університет (Корк)

## Культура
З 1956 року тут проходить щорічний Коркський міжнародний кінофестиваль.

## Транспорт
- Корк (аеропорт)

## Уродженці
- Деніел Маклайз (1806—1870) — британський художник
- Кейт Прайс (1872—1943) — ірландська та американська акторка
- Ліам Міллер (1981—2018) — ірландський футболіст
- Ентоні О'Коннор (* 1992) — ірдландський футболіст.